# فندق
فندق میوه‌ای فندقی از درخت فندق است. ظاهر کروی یا بیضی دارد و طولش ۱۵–۲۵ میلی‌متر و قطرش ۱۰–۱۵ میلی‌متر است و دارای پوسته فیبری بیرونی می‌باشد. گونه‌هایی از فندق از فندق معمولی بزرگ‌ترند و در بیشترین رشد دو برابر اندازه معمولی می‌شوند. میوه فندق زمانی که برسد از پوسته بیرون می‌افتد. پوست میوه سخت است. هسته (بذر) فندق خوراکی است که به آن مغز فندق می‌گویند و می‌توان آن را به صورت خام یا پخته (بو داده) مصرف نمود. بذر پوستی بسیار نازک و به رنگ قهوه‌ای تیره دارد که پیش از مصرف یا پخت‌وپز، معمولاً آن را جدا می‌کنند.
فندق در سطح تجاری بیشتر در ترکیه، ایتالیا، یونان، گرجستان، در جنوب ایالت اسپانیایی کاتالونیا، در شهرستان کنت انگلستان و همچنین در ایالت واشینگتن و اورگن ایالات متحده تولید می‌شود. ترکیه با تولید تقریباً ۷۵٪ از فندق جهان، بزرگ‌ترین تولیدکننده این میوه در بین کشورهای جهان می‌باشد.
بیشتر تولید فندق در ایران در مناطق اشکورات رودسر گیلان (پرندان، مایستان بالا و پایین، کُجید، شَوَک. دیماجانکش و…)، و در اشکورت رامسر در روستاهای سپارد، تمل، یازن، نارنه و… شهسوار و رامسر در مازندران و رودبار و الموت قزوین است. اشکورات رحیم‌آباد رودسر بزرگ‌ترین تولیدکننده فندق و به عنوان پایتخت فندق ایران شناخته می‌شود.
از فندق در صنعت شیرینی‌سازی برای ساخت پرالین مورد استفاده قرار می‌گیرد. همچنین با ترکیب آن با شکلات می‌توان شکلات ترافل و همچنین محصولاتی همچون نوتلا و فرانجلیکو تولید نمود. روغن فندق نیز که از فندق به‌دست می‌آید، بسیار خوش‌طعم است و در پخت‌وپز مورد استفاده قرار می‌گیرد.
فندق از نظر میزان پروتئین و چربی غیراشباع بسیار غنی است، علاوه بر آن حاوی مقادیر قابل توجهی از ویتامین ب۱ و ویتامین ب۶ و میزان کمتری از دیگر ویتامین‌های ب است.

## فواید فندق
فندق یک مغز مغذی و پرخاصیت، دارای مقدار زیادی چربی‌های سالم، پروتئین، فیبر و ویتامین‌های مفید است. هر ۱۰۰ گرم فندق حاوی ۶۲۸ کیلوکالری انرژی، ۱۶٫۷ گرم کربوهیدرات، ۱۴٫۹۵ گرم پروتئین و ۶۰٫۷۵ گرم چربی است. این خشکبار همچنین دارای ۹٫۷ گرم فیبر، ۴٫۳۴ گرم قند و ۵٫۳۱ گرم آب می‌باشد. از نظر مواد معدنی، فندق سرشار از کلسیم (۱۱۴ میلی‌گرم)، آهن (۴٫۷ میلی‌گرم)، منیزیم (۱۶۳ میلی‌گرم)، فسفر (۲۹۰ میلی‌گرم) و پتاسیم (۶۸۰ میلی‌گرم) است که همگی برای حفظ سلامت استخوان‌ها، عضلات و عملکرد بهتر سیستم عصبی ضروری هستند. همچنین، حاوی مقادیر قابل توجهی از روی (۲٫۴۵ میلی‌گرم)، مس (۱٫۷۳ میلی‌گرم) و منگنز (۶٫۱۸ میلی‌گرم) است که به بهبود عملکرد ایمنی و سوخت‌وساز بدن کمک می‌کنند.
از نظر ویتامین‌ها، فندق دارای ویتامین C (۶٫۳ میلی‌گرم)، ویتامین‌های گروه B شامل B1 (۰٫۶۴۳ میلی‌گرم)، B2 (۰٫۱۱۳ میلی‌گرم)، B3 (۱٫۸ میلی‌گرم)، B6 (۰٫۵۶۳ میلی‌گرم) و فولات (B9) به میزان ۱۱۳ میکروگرم است که همگی در تولید انرژی و سلامت سیستم عصبی نقش دارند. فندق همچنین منبع غنی از ویتامین E (۱۵٫۰۳ میلی‌گرم) و ویتامین K (۱۴٫۲ میکروگرم) است که به تقویت سیستم ایمنی، سلامت پوست، جلوگیری از پیری زودرس و حفظ انعقاد طبیعی خون کمک می‌کنند. مصرف فندق به دلیل وجود اسیدهای چرب مفید، به کاهش کلسترول بد (LDL) و افزایش کلسترول خوب (HDL) کمک کرده و خطر بیماری‌های قلبی را کاهش می‌دهد. همچنین، فیبر موجود در آن باعث بهبود عملکرد دستگاه گوارش، پیشگیری از یبوست و کنترل قند خون می‌شود. به‌علاوه، آنتی‌اکسیدان‌های فراوان آن از بدن در برابر استرس اکسیداتیو محافظت کرده و خطر ابتلا به بیماری‌های مزمن مانند سرطان را کاهش می‌دهند.

## کشت تاریخی
در سال ۱۹۹۵ شواهدی دال بر وجود یک مرکز فرآوری فندق در مقیاس بزرگ در یک گودال واقع در جزیره کولونزی اسکاتلند به‌دست آمد. این چاله متعلق به دوران میان سنگی بود و حدود ۹۰۰۰ سال قدمت داشت. شواهد نشان از یک چاله عمیق و بزرگ که مملو از صدها هزار پوسته سوخته فندق بود می‌داد. فندق در دیگر مراکز متعلق به دوران میان سنگی نیز یافت شده بود ولی به ندرت در چنین مقیاسی و به‌شکل متمرکز در یک چاله. تکنیک رادیوکربن قدمت این فندق‌ها را بالغ بر ۷۰۰۰ سال قبل از میلاد تشخیص داده است.
این اکتشاف به ما بینشی خاص در زمینه فعالیت‌های گروهی و برنامه‌ریزی در این دوران می‌دهد. این فندق‌ها همه در یک سال برداشت شده بودند و آنالیز گرده‌ای نشان داد تمامی درختان به‌طور هم‌زمان قطع شده بودند. مقیاس این فعالیت، بی‌نظیر در سرتاسر اسکاتلند و عدم وجود حیوانات قابل شکار در این جزیره، این احتمال را قوت می‌دهد که کولونزی دارای جامعه‌ای با رژیم غذایی عمدتاً گیاهی بوده است.
فندق معمولاً نیاز به برشته کردن ندارد و حتی امروزه فندق کنتی (Kentish Cobnuts) به صورت سنتی تازه به فروش می‌رسد، گمان می‌رود برشته کردن فندق برای آسان‌تر کردن هضم آن توسط کودکان صورت گرفته باشد. گفته می‌شود که برشته کردن عمر نگهداری فندق را افزایش می‌دهد و همین آن را غذایی مناسب برای دریانوردان در سال‌های گذشته کرده بود.
درخت فندق در طول تاریخ برای چوب، مواد ساختمانی و پرچین مورد استفاده قرار می‌گرفته است. در دوران رومی‌ها کشت می‌شده از جمله در بریتانیا، هر چند مدرکی وجود ندارد که آن‌ها کشت گونه خاصی را گسترش داده باشند. انواع مختلفی از قرن ۱۶ به بعد کشت شده، قرن ۱۹ شاهد یک افزایش بزرگ در انواع این گونه می‌باشد. به‌طور خاص فندق کنتی اولین گونه تحت کشت گسترده در سال ۱۸۳۰ معرفی گردید.
شیوه سنتی افزایش باردهی فندق brutting نام دارد که باعث می‌شود انرژی درخت بیشتر به سمت تولید شکوفه برود. در این شیوه در پایان فصل رشد سرشاخه‌های ۶–۷ برگه متصل به تنه یا شاخه‌های اصلی (بدون قطع کامل) دوشاخه می‌شوند.

## روش برداشت
برداشت فندق سالانه در اواسط پاییز انجام می‌شود. وقتی پاییز به پایان می‌رسد، میوه‌ها و برگ‌ها به‌زمین می‌ریزند. بیشتر پرورش دهندگان تجاری به جای استفاده از تجهیزات برای تکان دادن آنها از درخت، منتظر می‌مانند تا میوه‌ها خود به خود بیفتند. برداشت فندق به صورت دستی یا با شن کش دستی یا مکانیکی انجام می‌شود.
فندق‌ها ممکن است تا ۳ بار در طول فصل برداشت جمع‌آوری شوند و این بستگی به کمیت فندق‌ها و افتادن آن‌ها دارد ولی در برخی از مناطق شامل رحیم آباد برای جلوگیری از از بین رفتن محصول به صورت دوره ای اقدام به تکان دادن درخت می‌کنند که باعث می‌شود فندق رسیده به زمین بریزد و این کار را معمولاً هر ۱۰ روز یک بار تکرار می‌کنند.
برداشت‌کننده یک ماشین با دور پائین است که توسط یک تراکتور کشیده می‌شود که مواد را از زمین برمی‌دارد و فندق‌ها را از برگ‌ها و شاخه‌ها جدا می‌کند.
بعضی کشاورزان منتظر می‌شوند تا تمام فندق‌ها روی زمین بیفتد و تمام برداشت را در یک بار انجام می‌دهند.
اگرچه این روش بنظر ساده‌تر است، اما باران ممکن است مقداری از فندق‌ها را بپوساند.

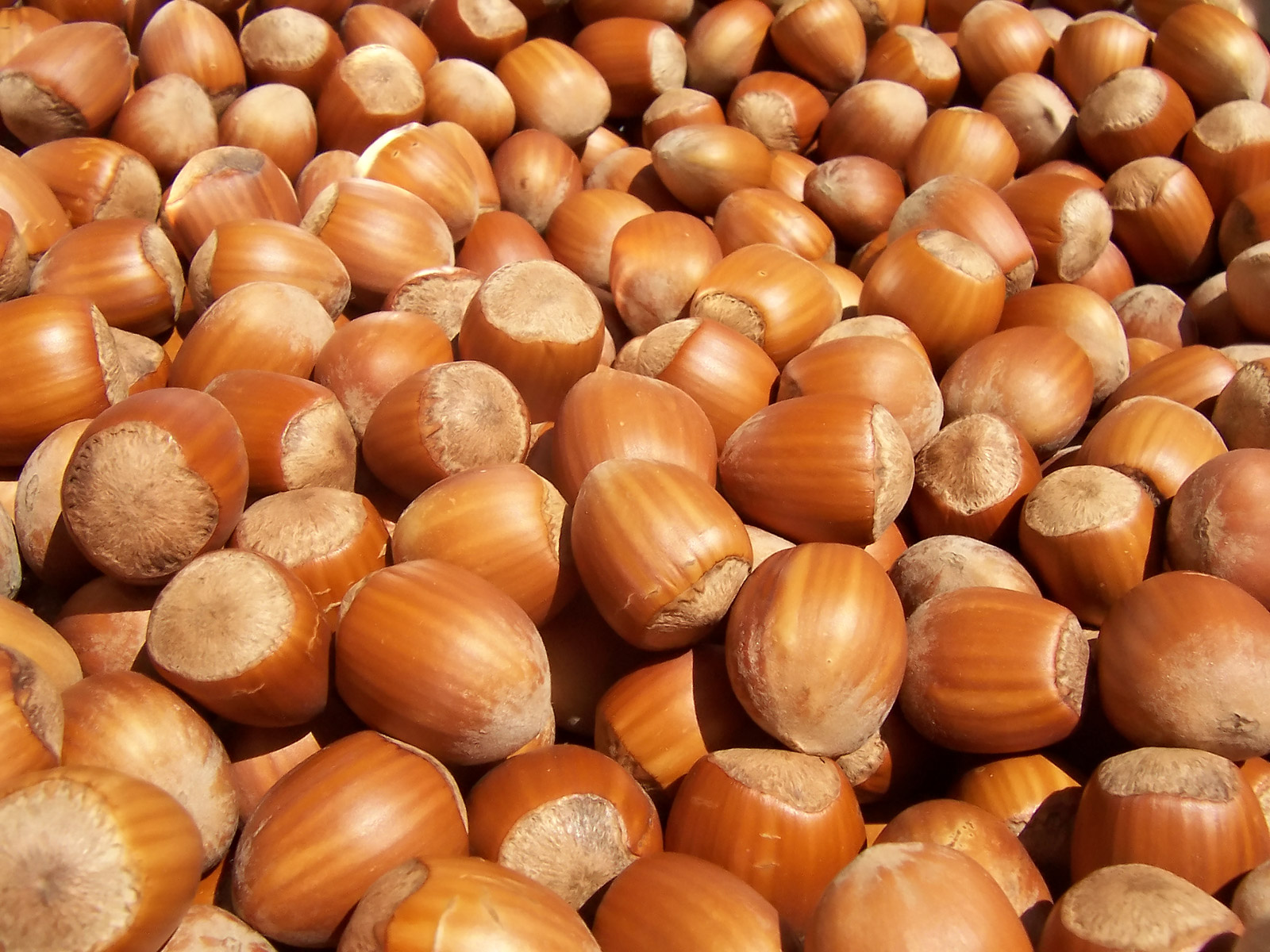

## تنوع گونه‌ها
انواع فندق شامل: بارسلونا، باتلر، کاسینا، کلارک، کاسفورد، داویانا، دل لانگه، انگلیس، انیس، فیلبرت، هال جیانت، جمتگارد، کنت کوب، لوییس، توکولی، توندا، توندای جیفونی، توندارومانا و والنیس پراید و ویلامت می‌شوند.
برخی از این گونه‌ها به دلیل کیفیت‌های خاصی کشت می‌شوند. این کیفیتها شامل بزرگی فندق، دیر رس یا زودرس بودن گونه یا به منظور گرده افشانی است.
اکثر فندق‌های کشت تجاری از ریشه گرفته می‌شوند و برخی گونه‌ها از ریشه هیبرید بین فندق معمولی و فندق فیبلرت هستند.
یک گونه در ایالت واشینگتن رشد می‌کند، "DuChilli" که ظاهر بلندتر دارد و پوست نازکتر و طعمی شیرین تر از دیگر گونه‌ها دارد.
فندق ترکیه‌ای نباید با فندق وحشی ترکیه‌ای فندق بیزانسی اشتباه شود.

## استفاده‌های فندق
استفاده‌های آشپزی
کیک شکلاتی با فندق
فندق‌ها در شیرینی‌پزی برای ساخت آجیل سوخته نیز مصرف می‌شود.
فندق ماده اصلی نوتلا است و همچنین برای برخی از ترایف‌های شکلاتی و نوشابه‌های الکلی استفاده می‌گردد.
در اتریش به ویژه شهر وین، فندق یک ماده در ساختن تارت است مثل تارت فندقی که بسیار هم مشهور است.
روغن فندق به‌عنوان یک طعم‌دهنده خیلی قوی محسوب می‌شود و در آشپزی به عنوان روغن نیز استفاده می‌شود.
برگ گیاهان فندق معمولاً توسط گونه‌های حشرات لپیدوپترا خورده می‌شوند.

## منافع سلامتی
فندق به دلیل داشتن ترکیبات چربی، پروتئین، کربوهیدرات، ویتامین ای، مواد معدنی، فیبرهای رژیمی، فیتوسترول (بتاسیتوسترول) و آنتی‌اکسیدان‌های فنولیک مثل فلاوان، دارای جایگاه خاص در میان انواع دانه‌های خشک شده از نظر مواد مغذی و سلامتی است.
فندق یک منبع خوب از ویتامین‌های B1، B2 و B6 است. این ویتامین‌ها برای حفظ سلامت مغز و خون‌سازی ضروری هستند، مخصوصاً برای کودکان در حال رشد.
ثابت شده است که مصرف ۲۵ تا ۳۰ گرم فندق در روز، تمامی ویتامین E مورد نیاز در روز را تأمین می‌کند و برای پیشگیری از بیماری‌های عروق سیاهرگ قلبی و سرطان کافی است.
روغن فندق بهترین منبع شناخته شده ویتامین E است که برای سلامت ماهیچه‌های قلب و دیگر ماهیچه‌های بدن ضروری است.
این ویتامین همچنین برای عملکرد طبیعی سیستم تولید مثل ضرورت دارد.
ویتامین E از تجزیه و همولیز گلبول‌های قرمز خون جلوگیری می‌کند، بنابراین به عنوان نوعی محافظ در برابر کم خونی یا آنمی عمل می‌کند. از دیگر فایده‌ها ویتامین E که در فندق به وفور یافت می‌شود، پیشگیری و ممانعت از عوامل ایجادکننده سرطان است. اگر سرطان قبلاً در بدن شکل گرفته باشد، ویتامین E با سلول‌های سرطانی می‌جنگد.
املاح فندق
فندق دارای مواد معدنی زیر می‌باشد:
- کلسیم، که برای رشد استخوان‌ها و دندان‌ها ضروری است.
- آهن، که در خون‌سازی نقش دارد.
- روی، که نقش مهمی در هورمون‌های جنسی دارد.
- پتاسیم، که برای تحریک سیستم عصبی و عملکرد مناسب عضلات و ماهیچه‌ها ضروری است.[۶]

## بزرگ‌ترین تولیدکنندگان فندق در جهان
بزرگ‌ترین تولیدکنندگان فندق بر اساس گزارش فائو در سال ۲۰۲۱
| کشور                | تولید به تن |
| ------------------- | ----------- |
| ترکیه               | ۶۸۴٬۰۰۰     |
| ایتالیا             | ۸۴٬۶۷۰      |
| ایالات متحده آمریکا | ۷۰٬۳۱۰      |
| جمهوری آذربایجان    | ۶۷٬۶۳۰      |
| گرجستان             | ۴۶٬۰۰۰      |
| شیلی                | ۳۵٬۲۹۱      |
| تولید جهانی         | ۱٬۰۷۷٬۱۱۷   |

بزرگ‌ترین تولیدکننده فندق درجهان ترکیه است که ۶۳ درصد فندق جهان را تأمین می‌کند.